# أسطورة الأبطال الأسطوريين
أسطورة الأبطال الأسطوريين (باليابانية: 伝説の勇者の伝説، بالروماجي: Densetsu no Yūsha no Densetsu) (بالإنجليزية: The Legend of the Legendary Heroes)‏ هي سلسلة رواية خفيفة من تأليف تاكايا كاغامي، ورسم ساوري تويوتا، نشرت من قبل فوجيمي شوبو، في مجلة دراغون ‏، في 20 فبراير عام 2002 حتى 20 أكتوبر عام 2006، وتكونت من 11 مجلدًا. أنتجت إلى أنمي تلفزيون من قبل استوديو زيكسيس، 1يوليو عام 2010 واستمر عرضه حتى 16 ديسمبر عام 2010، وتكون من 24 حلقة + 1 أوفا.

## القصة
تدور أحداث القصة عن راينر لوت هو طالب كسول في أكاديمية السحر في إمبراطورية رولاند. وفي أحد الأيام تقرر على إمبراطورية
رولاند دخول حرب ضد دولة مجاورة لها إيستابول، وفي تلك تلحرب يفقد راينر جميع زملائه. بعد الحرب قرر راينر الذهاب في رحلة للبحث في قطع اثرية من«البطل الاسطوري» بجامعة الملك سيون، إلى أن يكتشف أن لعنة قاتلة تنتشر في جميع أنحاء القارة.

## الشخصيات
راينر لوت (باليابانية: ライナ・リュート، بالروماجي: Raina Ryūto)
مؤدي الصوت: جون فوكوياما
فيريس إيريس (باليابانية: フェリス・エリス، بالروماجي: Ferisu Erisu)
مؤدية الصوت: أياهي تاكاغاكي
سيون أستال (باليابانية: シオン・アスタール، بالروماجي: Shion Asutāru?)
مؤدي الصوت: دايسكي أونو
ميلك كالود (باليابانية: ミルク・カラード، بالروماجي: Miruku Karādo)
مؤدية الصوت: ساكي فوجيتا
كلو كلوم (باليابانية: クラウ・クロム، بالروماجي: Kurau Kuromu)
مؤدي الصوت: أتسشي إيماروؤكا
كالني كايوال (باليابانية: カルネ・カイウェル، بالروماجي: Karune Kaiweru)
مؤدي الصوت: ميوكي ساواشيرو
ميران فروود (باليابانية: ミラン・フロワード، بالروماجي: Milan Furowado)
مؤدي الصوت: جونيتشي سوابي
نوا أين (باليابانية: ノア・エン، بالروماجي: Noa En)
مؤدي الصوت: ميكاكو تاكاهاشي
راهيل ميلر (باليابانية: ラッヘル・ミラー، بالروماجي: Rahheru Mirā)
مؤدية الصوت: ياسونوري ماستاني
لوك ستوكارت (باليابانية: ルーク・スタッカート، بالروماجي: Rūku Sutakkāto)
مؤدي الصوت: ساتوشي هينو
لير رينكال (باليابانية: リーレ・リンクル، بالروماجي: Rīre Rinkuru)
مؤدي الصوت: نوبوهيكو أوكاموتو
لاك فيلاريور
مؤدي الصوت: هيسافومي أودا
مو فيلاريور
مؤدي الصوت: أتسوشي آبي
فيول فولكلوري (باليابانية: フィオル・フォークル، بالروماجي: Fioru Fōkuru)
مؤدية الصوت: ميو إيرينو
إيسلينا فولكل (باليابانية: エスリナ・フォークル، بالروماجي: Esurina Fōkuru)
مؤدية الصوت: أيانا تاكيتاتسو
ريفال إيديا (باليابانية: レファル・エディア، بالروماجي: Refaru Edia)
مؤدي الصوت: كازويا ناكاي
لير أورلا (باليابانية: リル・オルラ، بالروماجي: Riru Orura)
مؤدية الصوت: أنري كاتسو
سوي أورلا (باليابانية: スイ・オルラ، بالروماجي: Sui Orura)
مؤدي الصوت: تاكوما تيراشيما
كو أورلا (باليابانية: クゥ・オルラ، بالروماجي: Ku Orura)
مؤدية الصوت: ماريا إيسي

## وصلات خارجية
- موقع الأنمي الرسمي باللغة اليابانية
- أسطورة الأبطال الأسطوريين على موقع فوجيمي شوبو باللغة اليابانية
- أسطورة الأبطال الأسطوريين على موقع تلفزيون طوكيو باللغة اليابانية
- Official PSP adaptation Legendary Saga website باللغة اليابانية